# Coppa Italia Dilettanti 1991-1992
La Coppa Italia Dilettanti 1991-1992 è stata la 26ª edizione di questa competizione calcistica italiana. È stata disputata con la formula dell'eliminazione diretta ed è stata vinta dal Quinzano.
Dopo l'entrata in vigore della Legge n. 91 del 23 marzo 1981 che ha abolito il calcio semiprofessionistico, le squadre del Campionato Interregionale (5º livello nazionale, primo dilettantistico) partecipano a questa coppa, assieme a quelle di Eccelelnza (1º livello regionale, 6º nazionale). Il torneo viene diviso in due "binari" per le due categorie con assegnazione delle rispettive Coppe Italia. Le due vincitrici si affrontano poi per l'assegnazione della Coppa Italia Dilettanti.
L'edizione, come detto sopra, è stata vinta dal Quinzano, che superò in finale la Torres; le finaliste sconfitte delle due coppe furono Sora (Interregionale) e Maceratese (Eccellenza).

## Formula
Le squadre delle due categorie (Campionato Interregionale 1991-1992 ed Eccellenza 1991-1992) disputano due coppe diverse con assegnazione delle rispettive Coppe Italia di settore. Le due vincenti si affrontano poi nella finale per la Coppa Italia Dilettanti.

## Squadre partecipanti
Alla finale giungono le vincitrici della fase Interregionale e della fase Eccellenza.
| Torneo              | Squadra  | Città (provincia)     | Posizione in campionato                   |
| ------------------- | -------- | --------------------- | ----------------------------------------- |
| fase Interregionale | Torres   | Sassari               | 4º nel girone F dell'Interregionale       |
| fase Eccellenza     | Quinzano | Quinzano d'Oglio (BS) | 3º nel girone B dell'Eccellenza Lombardia |

### Il cammino delle finaliste
```
Fase Interregionale

PRIMO TURNO:

Torres
-
Calangianus
            2-0

Torres
-
Alghero
                1-0

TRENTADUESIMI:

Torres
-
Selargius
              3-1 1-0

SEDICESIMI:

Torres
-
Ladispoli
              4-1 0-0

OTTAVI:

Torres
-
Bra
                    3-2 1-1

QUARTI:

Torres
-
Sammargheritese
        3-1 1-1

SEMIFINALI:

Torres
-
Crevalcore
             1-0 0-0

FINALE

Torres
-
Sora
                   2-1
```

```
Fase regionale Lombardia

PRIMO TURNO:

Excelsior-Quinzano            1-3
Quinzano-
Soresinese
           2-0

Codogno
-Quinzano              2-0
Quinzano-Cortefranca          6-0

Pontevecchio
-Quinzano         0-2
Quinzano-Concorezzese         5-0

QUARTI:

Quinzano-Capriolo             0-0 1-0

SEMIFINALI:

Quinzano-San Rocco al Porto   2-1 2-2

FINALE

Quinzano-
Romanese
             4-1 2-0
```

```
Fase nazionale

PRIMO TURNO:

Quinzano-Naturns              9-0
Porcia-Quinzano               0-3

SECONDO TURNO:

Fiumicino-Quinzano            1-2
Quinzano-
Livorno
              2-0

FINALE

Maceratese
-Quinzano           0-3 1-2
```

## Finale
| Arbitro: | Serena (Bassano del Grappa) |

| |            |                                                                                                |
| Boninsegna 60’, 87’ Corbellini 90’                                                                                         | Marcatori  | 39’ Talevi 55’ (aut.) Castelli                                                                 |
| Coppi Padovani (67' Corbellini) Bertoni Castelli Bonisoli Schivardi Boninsegna (46' Poli) Colosio Cedoni Bergamini Gnocchi | Formazioni | Pintauro Cariola Gallu Chessa Demartis Mossini Podda Corveddu Manca Talevi Oggiano (67' Satta) |
| Gheda | Allenatori | Longheu (Sanna squalificato)                                                                   |